# Кортиев орган
Ко́ртиев орган — периферический (рецепторный) отдел слухового анализатора, расположенный внутри перепончатого лабиринта улитки. Представляет собой совокупность волосковых (сенсорно-эпителиальных) клеток, расположенных на базилярной пластинке улиткового протока, которые осуществляют преобразование звукового раздражения в физиологический акт слухового восприятия путём передачи нервного импульса слуховым нервным волокнам, расположенным в канале внутреннего уха, и далее в слуховую зону коры больших полушарий, где и анализируются звуковые сигналы. Таким образом в кортиевом органе начинается первичное формирование анализа звуковых сигналов.
Кортиев орган проэволюционировал на основе структур органов боковой линии.

## История изучения
Описан в 1851 году итальянским гистологом Альфонсо Корти (1822—1876). Функциональная роль структур кортиева органа была впервые определена Германом фон Гельмгольцем в 1868 году, создавшим резонансную теорию.

## Анатомия
1перилимфа;
2эндолимфа;
3текториальная мембрана;
4клетки кортиева органа:
5,6внутренние и внешние волосковые,
7,8внутренние и внешние столбовые,
9фаланговые (клетки Дейтерса),
10пограничные (клетки Гензена),
11поддерживающие (клетки Клаудиуса);
12базилярная мембрана;
13улитковый канал;
14кортиев туннель;
15внутренняя спиральная борозда;
16барабанная лестница;
17спиральный лимб;
18волокна слухового нерва:
19афферентное,
20эфферентное

### Расположение
Кортиев орган располагается в спирально завитом костном канале внутреннего уха — улитковом ходе, заполненном эндолимфой и перилимфой. Верхняя стенка хода прилегает к т. н. лестнице преддверия и называется вестибулярной мембраной (рейснеровой перепонкой); нижняя стенка, граничащая с так называемой барабанной лестницей, образована базилярной мембраной, прикрепляющейся к спиральной костной пластинке.

### Структура и функции
Кортиев орган расположен на базилярной мембране и состоит из внутренних и наружных волосковых клеток, внутренних и наружных опорных клеток (столбовых, клеток Дейтерса, Клаудиуса, Гензена), между которыми находится туннель, где проходят направляющиеся к основаниям волосковых клеток отростки нервных клеток, лежащих в спиральном нервном ганглии. Воспринимающие звук волосковые клетки располагаются в нишах, образуемых телами опорных клеток, и имеют на поверхности, обращённой к покровной перепонке, по 30—60 коротких волосков. Опорные клетки выполняют также трофическую функцию, направляя поток питательных веществ к волосковым клеткам.
Функция Кортиева органа — преобразование энергии звуковых колебаний в процесс нервного возбуждения.

## Физиология
Звуковые колебания воспринимаются барабанной перепонкой и через систему косточек среднего уха передаются жидким средам внутреннего уха — перилимфе и эндолимфе. Колебания последних приводят к изменению взаиморасположения волосковых клеток и покровной перепонки Кортиева органа, что вызывает сгибание волосков и возникновение биоэлектрических потенциалов, улавливаемых и передаваемых в центральную нервную систему отростками нейронов спирального ганглия, подходящими к основанию каждой волосковой клетки.
По другим представлениям, волоски звуковоспринимающих клеток — лишь чувствительные антенны, деполяризующиеся под действием приходящих волн за счёт перераспределения ацетилхолина эндолимфы. Деполяризация вызывает цепь химических превращений в цитоплазме волосковых клеток и возникновение нервного импульса в контактирующих с ними нервных окончаниях. 
Различающиеся по высоте звуковые колебания воспринимаются различными отделами Кортиевого органа: высокие частоты вызывают колебания в нижних отделах улитки, низкие — в верхних, что связано с особенностями гидродинамических явлений в ходе улитки. Таким образом, улитка является механическим измерителем АЧХ, и по действию схожа с АЧХ-метром, а не с микрофоном. Это позволяет мозгу получать звук в виде спектра мощности. Для низких частот (десятки герц) ухо и мозг успевают также извлечь информацию о фазе гармоник, что позволяет определить направление (как угол относительно оси, проходящей через уши) низкочастотного колебания из разности фаз сигналов от правого и левого уха.